# 章玄應
章玄應（1443年—？），字順德，浙江溫州府樂清縣人，軍籍，明朝政治人物。進士出身。

## 生平
章玄應因其父任南京吏部侍郎，冒籍中式成化元年（1465年）乙酉科应天府鄉試。成化四年（1468年），为言官所发，被革回鄉。浙江鄉試再中舉。成化七年（1471年）再登辛卯科浙江鄉試第二十名舉人，成化十一年（1475年）中乙未科二甲五十一名進士，授南京給事中。弘治三年，改湖廣布政司左參議。弘治十年，升陝西布政司右參政。弘治十四年，仕終廣東布政使。

## 家族
曾祖章新民，贈南京禮部右侍郎。祖父章文寶，南京禮部右侍郎。父章綸，曾任南京禮部左侍郎。